# Шендель, Владимир Степанович
Шендель Владимир Степанович (22 июня 1936, Донецк — 13 сентября 2019, Донецк) — график, член Донецкой областной организации национального союза художников Украины. Народный художник Украины (2006).

## Биография
Родился 22 июня 1936 года в посёлке шахты Абакумова (Донецк).
В 1959—1963 годах учился в Семёновском художественно-промышленном училище, после его окончания в 1965—1971 учился на графическом факультете института живописи, скульптуры и архитектуры им. И. Е. Репина. Занимался в мастерской народного художника СССР, действительного члена академии художеств СССР профессора Алексея Фёдоровича Пахомова. В качестве дипломной работы выполнил серию из 11 листов в технике линогравюры, посвящённых дореволюционной жизни шахтёров Донбасса, которую защитил на «отлично».
В 1973 году вступил в Союз художников. Принимал участие во многих областных, республиканских, всесоюзных и зарубежных выставках.
В 1982 году получил звание «Заслуженный художник Украинской ССР».
Оформил юбилейное издание «Весна Победы», книгу Ивана Костыри «Ушла на запад война», книг Бориса Билаша «Доколе, Родина?», «Живая тайна Святогорья», «Цена предательства» и ряд других изданий.
Выполнил серии рисунков «Великая Отечественная война», «Партизанская республика», «Казаки Сечи Запорожской», «Да, скифы мы», «Стахановцы», «Мастер и Маргарита».
В 2006 году получил звание «Народный художник Украины».

## Выставки
- 1987 — Республиканская выставка эстампа, г. Киев[5]
- 1987 — Республиканская выставка, посвященная 70-летию Великого Октября, г. Киев[5]
- 1987 — Республиканская выставка 70 лет Сов. Милиции, г. Киев[5]
- 1987 — Республиканская выставка рисунка и акварели, г. Киев[5]
- 1988 — Республиканская выставка, посвященная Сов. Армии, г. Киев (4 р.)[5]
- 1988 — Республиканская выставка «50 лет СХ УССР», г. Киев (2 р.)[5]
- 1989 — Всесоюзная выставка «Художники флоту», г. Петропавловск-Камчатский[5]
- 1995 — Областная выставка «Донецкая область», г. Донецк (2 р.)[5]
- 1995 — Областная выставка «50 лет заповеднику „Каменные Могилы“», г. Донецк[5]
- 1995 — Республиканская выставка «Дню Победы», г. Киев[5]
- 1996 — Персональная юбилейная выставка 300 р., г. Донецк, музей[5]
- 1997 — Республиканская выставка Бениале «Графика-97», г. Киев[5]
- 1998 — Областная персональная выставка «Мастер и Маргарита», Донецк[5]
- 1999 — Областная персональная выставка «Мастер и Маргарита», Донецк[5]
- 2000 — Персональная выставка, г. Артёмовск[5]
- 2000 — Персональная выставка «Мастер и Маргарита», г. Киев, Фонд Культуры[5]
- 2001 — Республиканская художественная выставка «Мальовнича Україна», г. Киев[5]
- 2001 — Выставка художников Донбасса ВДНХ, г. Киев[5]
- 2001 — Выставка «Золотой Скиф», музей А. С. Пушкина, г. Москва[5]
- 2002 — Областная выставка «Седнев глазами художников», г. Донецк[5]
- 2002 — Республиканская выставка «Шевченковские дни», г. Донецк[5]
- 2002 — Областная выставка «Юбилей Пушкина», Донецк, Дом работников культуры[5]
- 2002 — Персональная выставка «Да, скифы мы», Донецкий областной краеведческий музей[5]
- 2011 — Персональная выставка «Зов Дикого поля», Донецк, Дом работников культуры[6]
- 2011 — Юбилейная выставка в честь 75-летия художника[2][7]

### Иллюстрации
- Белаш, Б. Ф. Живая тайна Святогорья : Стихи / Борис Белаш ; Худож.-иллюстратор В. С. Шендель. — Донецк : Донбас, 1990. — 190 с. ; ил. — 5-7740-0212-8
- Белаш, Б. Доколе, Родина? : Стихи / Б. Ф. Белаш ; Худож. В. С. Шендель. — Донецк : Б.и., 1999. — 241 с. — 966-508-008-3
- Рыбалко, Н. А. Незакатная звезда : Избранное / Николай Рыбалко ; Худож. В. С. Шендель. — Донецк : Донбас, 1982. — 215 с. : ил. — 1,30 грн.
- Гревцов, Н. А. Первый шаг: Повесть; Третьего не дано : Роман / Н. А. Гревцов ; Вступ. ст. Н. Г. Жулинского, Худож. В. С. Шендель. — Донецк : Донбас, 1983. — 566 с. : ил.
- Байдебура, П. А. Вогонь землі : Роман, оповідання / П. А. Байдебура ; Вступ. ст. Є. Волошка, Худож. В. С. Шендель. — Донецьк : Донбас, 1981. — 350 с. : іл. — (Б-ка «Заграва»)
- Щетинина, М. Н. Пригода з тваринами : Невигад. оповідання / М. Н. Щетинина ; В. С. Шендель. — Донецьк : Донбас, 1979. — 120 с. : іл. — 0,30
- Чепижный, А. К. Глубокие горизонты [ Текст ] : роман / А. К. Чепижный; вступ. ст. Н. И. Зайцева, худож. В. С. Шендель. — Донецк : Донбас, 1985. — 263 с.
- Весна Победы [ Текст ] : писатели и поэты Донбасса о Великой Отечественной войне / Сост. В. Ф. Вовенко; худож. В. С. Шендель. — Донецк : Донбасс, 2010. — 431 с. — (Лики победителей). — 978-966-1615-25-9

### Авторские альбомы и каталоги
- Шендель, В. С. Шендель Владимир Степанович: Юбилейная персональная выставка произведений (1986; октябрь; г. Донецк) : Каталог / В. С. Шендель ; Сост. Р. Г. Клименко, Донецкая орг. Союза худож. УССР. — Донецк : ДОСХУ, 1986. — 42 с.
- Шендель, В. С. Да, скифы — мы : Альбом / Владимир Шендель. — Донецк : Национальный Союз писателей Украины, журнал «Донбасс», 2005. — 91 с. : ил. — 966-107-14-8
- Шендель, В. С. 2005. — 966-107-14-8.
- М. Булгаков. Мастер і Маргарита : Master and Margarita [ Текст ] : [фотоальбом офортів й живописних полотен Володимира Шенделя] / Донецький обл. краєзнавчий музей. — Донецьк : Побутсервис, 2008. — 9 с. : 68 л. іл. — 978-966-8242-68-7

### Публикации о Шенделе
- Почув поклик «Дикого поля» [ Текст ] : [бесіда з нар.худож. України В.Шенделем про життєвий та творч.шлях] / зап. Т. Павленко // ДОНБАС. 2011. № 1/2. — С.84-87.
- Капуста, Н. Співець рідного краю [ Текст ] : [про роботи худож. В. Шенделя] / М. Капуста // ДОНБАС. 2010. № 3. — С.152.